# Cascades (Virginie)
 (février 2025).
Pour les articles homonymes, voir Cascades.
Cascades est une census-designated place située dans le comté de Loudoun, dans l’État de Virginie, aux États-Unis. Lors du recensement de 2020, elle comptait 12 366 habitants.